# Quarta velocità
Quarta velocità (Double Speed) è un film muto del 1920 diretto da Sam Wood.
Ambientato nel mondo delle corse automobilistiche, il film è interpretato da Wallace Reid e Wanda Hawley.

## Trama
Speed Carr attraversa gli Stati Uniti in automobile, partendo da New York per recarsi a Los Angeles, dove abita suo zio John Ogden, un banchiere milionario. Durante il viaggio, però, viene derubato di tutto, anche dei documenti e, quando finalmente arriva a Los Angeles, sporco e malvestito, sembra un barbone. Alla banca, scopre che lo zio è fuori città. Visto com'è conciato e non potendo dimostrare in nessun modo la sua identità, viene creduto un imbroglione e buttato fuori.
Speed si trova un lavoro come autista di Effie McPherson, la figlia del presidente della banca. Questi è ansioso di trovare il nipote di Ogden prima del ritorno del milionario in città, così chiede all'autista di impersonare Speed. Effie, intanto si è innamorata dello chauffeur, incontrando ovviamente le resistenze del padre. Che, però, quando scopre che il giovane è il vero Speed, è ben contento di dare la sua benedizione alle nozze.

## Produzione
Il film fu prodotto dalla Famous Players-Lasky Corporation con il titolo di lavorazione Speed Carr.

## Distribuzione
Distribuito dalla Paramount-Artcraft Pictures, il film uscì nelle sale cinematografiche USA il 1º febbraio 1920.